# Ivan Yaryguin
Ivan Yaryguin (Kemerovo, Unión Soviética, 7 de noviembre de 1948-11 de octubre de 1997) fue un deportista soviético especialista en lucha libre olímpica donde llegó a ser campeón olímpico en Múnich 1972 y Montreal 1976.

## Carrera deportiva
En los Juegos Olímpicos de 1972 celebrados en Múnich ganó la medalla de oro en lucha libre olímpica estilo peso de hasta 100 kg, superando al luchador mongol Khorloogiin Bayanmönkh (plata) y al húngaro József Csatári (bronce). Cuatro años después, en las Olimpiadas de Montreal 1976 ganó de nuevo el oro en la misma modalidad.